# Kriticitetsfaktor
Kriticitetsfaktorn är ett mått på hur många av de vid varje fission utsända neutronerna som i genomsnitt kan åstadkomma en ny fission i en fissionsprocess (till exempel en kärnreaktor eller en kärnladdning). Om kriticitetsfaktorn är 1,0 råder balans mellan produktion och förluster av neutroner i systemet som säges vara kritiskt. Om kriticitetsfaktorn är större än 1,0 är produktionen av neutroner större än förlusterna, systemet säges vara överkritiskt och processen ökar i hastighet. Om kriticitetsfaktorn är mindre än 1,0 så är produktionen av neutroner mindre än förlusterna, fissionsprocessen upphör och systemet säges vara underkritiskt. 

## Allmänt
För att åstadkomma en fissionsprocess krävs en anordning där man arrangerat en viss mängd fissilt (klyvbart) material (till exempel Uran-235 eller Plutonium-239) på ett sådant sätt att de neutroner som utsänds från en inledande fission kan träffa närliggande fissilt material och ge upphov till nya klyvningar. 
Vid jämvikt (stationära förhållanden) är systemet kritiskt, neutronproduktionen i systemet precis lika med neutronförlusterna och kriticitetsfaktorn är 1,0. Det sker då en självunderhållande kedjereaktion med konstant hastighet. Detta är till exempel fallet vid normaldrift i en kärnreaktor. 
Om neutronproduktionen är större än förlusterna är systemet överkritiskt, kriticitetsfaktorn är större än 1,0, och kedjereaktionen ökar i hastighet. Detta är till exempel förhållandena i en kärnladdning, där man strävar efter att åstadkomma ett avsevärt överkritiskt system och sedan försöker hålla samman detta system så länge som möjligt. 
Om neutronproduktionen är mindre än förlusterna är systemet underkritiskt, kriticitetsfaktorn är mindre än 1,0, och kedjereaktionen dör ut och kan inte underhållas av systemet självt. Detta tillstånd åstadkommes till exempel när man stänger av en kärnreaktor genom att tillföra absorberande element (bor, kadmium och liknande). Det är också det avsedda tillståndet vid förvaring och transport av kärnbränsle, både färskt och använt sådant. 

## Produktion och förluster
Produktionen av neutroner är i stort sett proportionell mot systemets volym, medan neutronförlusterna genom läckage är proportionell mot systemets begränsningsyta. Med ökande storlek ökar systemets volym snabbare än dess yta, och möjligheten att uppnå kriticitet ökar därför med ökande storlek. Man talar därför om kritisk massa, som är den minsta storlek hos ett system där kriticitet, det vill säga en självunderhållande fissionsprocess, kan uppnås. 
Genom att omge systemet med anordningar som reflekterar neutroner kan förluster genom läckage minskas. Beryllium är ett grundämne med förmåga att reflektera neutroner. Med lämpligt anordnade reflektorer kan neutronförlusterna nedbringas och kriticitet uppnås för en mindre storlek på systemet än vad som annars skulle varit möjligt.
Neutronförluster fås också genom absorption, vilket innebär att neutroner fångas in utan att orsaka någon fission. Bor och kadmium är exempel på grundämnen som har hög förmåga att absorbera neutroner, och därför kan användas som element för att avsiktligt öka absorptionen för att säkerställa att systemet är underkritiskt och därmed stoppa fissionsprocessen. Naturligt uran innehåller de två isotoperna 235U och 238U där det enbart är Uran-235 som är klyvbart medan Uran-238 mest fungerar som en absorbator. Om halten Uran-235 är alltför låg fås så stora förluster av absorption i Uran-238 att kriticitet inte kan uppnås.

## Moderering
Neutronen som bildas vid fission har en hög utgångshastighet, medan till exempel Uran-235 har störst sannolikhet att klyvas av långsamma neutroner. För att kunna åstadkomma fission behöver neutronerna därför bromsas upp med en lämplig moderator. Tungt vatten och grafit är exempel på goda moderatormaterial, men även vanligt vatten kan användas, dock med större förluster genom absorption.  
I lättvattenreaktorer (PWR, BWR) sker modereringen med vanligt vatten. Om vattnet kokar bort minskar modereringen vilket gör att neutronförlusterna genom utläckage ut ur härden kommer att öka, varigenom fissionsprocessen upphör. Då vattnet även är kylmedel kan härden överhettas, men den primära fissionsprocessen upphör och härdsmälteförloppet får inga energitillskott från fission.   
I Tjernobyl-reaktorn (RBMK) modereras neutronerna med grafit som är anordnat runtomkring bränsleelementen, medan vattnet som kyler bränsleelementen närmast är att betrakta som en absorbator. Vid Tjernobylolyckan skedde en uppkokning av vattnet i bränsletuberna vilket gav en minskad absorption och en överkritisk reaktor vilket i sin tur gjorde att effekten inom några sekunder steg till 10-100 gånger normal effekt.

## Prompt kriticitet
Vid fission av Uran-235 erhålls ett visst antal neutroner från denna primära process. Dessa neutroner kallas prompta och har mycket kort livslängd (bråkdelar av sekunder). Utöver detta fås ett visst antal sekundära neutroner när några av fissionsprodukterna från den primära processen efter en stund sönderfaller. Dessa neutroner kallas fördröjda och har en betydligt längre livslängd (minuter). 
Vid normal drift är summan av prompta och fördröjda neutroner i balans med antalet neutroner som fångas in och orsakar klyvning av Uran-235, och kriticitetsfaktorn för summan av prompta och fördröjda neutroner är 1,0. I en sådan situation ger störningar eller obalanser långsamma effektförändringar som kan hanteras med normala reglersystem.
Skulle antalet prompta neutroner överstiga antalet neutroner som fångas in och orsakar klyvning av Uran-235 så blir kriticitetsfaktorn för prompta neutroner större än 1,0, och på grund av de prompta neutronernas korta livslängd fås en oerhört snabb effektökning, en prompt kriticitet, som är omöjlig att parera med normala reglersystem.

## Negativ återkoppling
Normala kärnreaktorer är konstruerade dels så att det ska vara praktiskt omöjligt att uppnå prompt kriticitet, dels så att det finns inneboende (inherenta) negativa återkopplingar.
Två viktiga mekanismer för negativ återkoppling är negativ voidkoefficient och negativ bränsletemperaturkoefficient. Den första innebär att om ånghalten (voiden) ökar så minskar modereringen av neutroner och effektökningen motverkas. Den andra innebär att om temperaturen i bränslet ökar så minskar infångningen av neutroner och effektökningen motverkas.
En viktig orsak till Tjernobylolyckan var att RBMK-reaktorn i driftläget vid olyckstillfället på grund av en olämplig konstruktion och åsidosättande av säkerhetsrutiner hade positiv voidkoefficient, det vill säga en störning gav en effektökning som gav en ökning av ånghalt - som gav en effektökning - och gjorde att effekten inom några sekunder steg till 10-100 gånger normal effekt.